# Автоматический грузовой корабль (ЕКА)

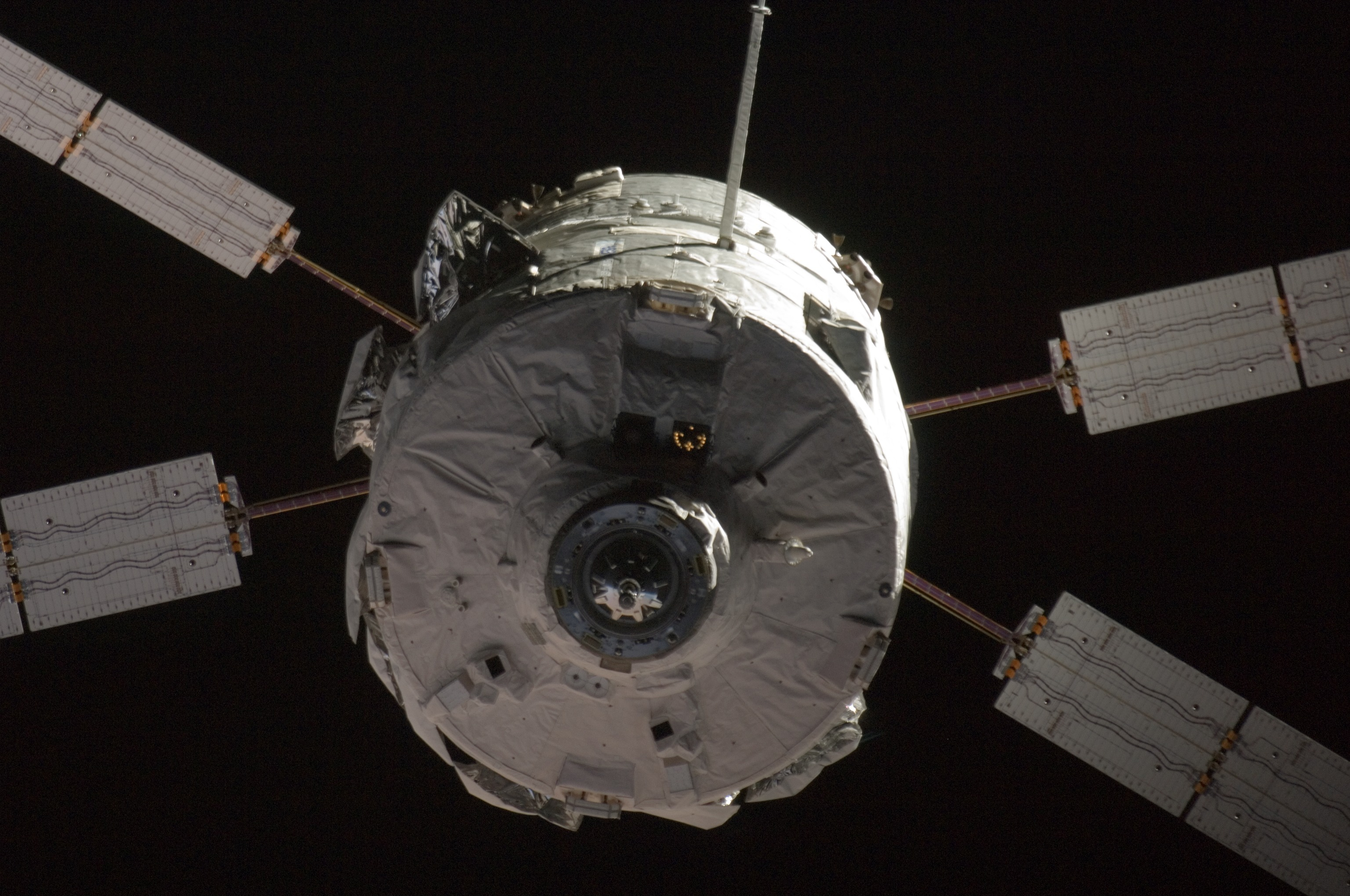
Приближение АГК «Жюль Верн» к Международной космической станции 31 марта 2008 года.

ATV (сокр. от англ. Automated Transfer Vehicle — «автоматическое [грузо]переносящее транспортное средство») — автоматический грузовой космический корабль (АГК), разработанный ЕКА. Корабль предназначен для доставки топлива, научного оборудования, продуктов, воздуха и воды на Международную космическую станцию (МКС). 
АГК предназначен также для освобождения МКС от отработанных материалов и мусора; также с помощью двигателей АГК осуществляется коррекция орбиты МКС. 
Это самый сложный космический корабль, когда-либо создававшийся европейскими странами.
Первый автоматический грузовой космический корабль отправился в полёт к МКС 9 марта 2008 года, последний  — в июле 2014 года (и был затоплен 15 февраля 2015); всего было запущено пять кораблей.

## История создания
Первые предложения по созданию европейского космического корабля были сделаны в 1987 году. В 1992 году на конференции совета министров ЕКА, которая состоялась в Гранаде, было принято решение о прекращении дальнейших исследований и работ по созданию европейского многоразового космического корабля «Гермес». Одновременно был согласован вклад европейских стран в проектируемую Международную космическую станцию, которая в то время называлась «Фри́дом» (англ. Freedom — «Свобода») и создавалась в кооперации между США, Японией и ЕКА. В это же время на повестку дня встал вопрос о создании европейской транспортной системы для обеспечения функционирования МКС, в том числе пилотируемого и грузовых кораблей. Предполагалось, что европейские грузовые корабли должны были дважды в год летать к МКС. В 1993 году к проекту МКС вынужденно (пришлось отказаться от развития собственной космической станции — «Мир») присоединилась Россия, не желавшая терять свои достижения в космосе из-за отсутствия достойного финансирования космической деятельности со стороны государства. Япония и ЕКА, преследуя свои долгосрочные цели технического развития в космосе, пошли на создание космических транспортных, а в дальнейшем и пилотируемых систем; ЕКА, в частности, на первом этапе была ориентирована на создание пяти автоматических грузовых кораблей, которые должны осуществить свои полёты до 2013 года. Окончательное решение о создании автоматического грузового корабля (АГК) было принято на конференции совета министров ЕКА в 1995 году в Тулузе (Франция).
Генеральным подрядчиком для создания АГК была названа фирма EADS Astrium Space Transportation.
Создание АГК является частью вклада ЕКА в проект МКС. Работы по АГК включают в себя создание собственно автоматического транспортного корабля, создание в Тулузе наземной инфраструктуры, необходимой для контроля и управления кораблём, а также проведение необходимых модификаций ракеты-носителя «Ариан-5».
Сборка АГК осуществлялась на предприятии EADS Astrium Space Transportation в Бремене (Германия). В общей сложности 30 фирм из десяти европейских стран и 8 фирм из России и США принимали участие в создании АГК. В рамках проекта, возглавляемого EADS Astrium Space Transportation, итальянская компания Alenia Spazio (новое название Thales Alenia Space) ответственна за герметичный грузовой отсек ATV. Эти грузовые отсеки производятся в Турине (Италия). РКК «Энергия» подписала контракт на 40 миллионов евро с Alenia Spazio о поставке российского стыковочного узла, системы дозаправки и российской системы контроля оборудования. Четыре основных ракетных двигателя изготовляются фирмой Aerojet (США).
Основные расходы (около 47 %) несёт Франция, доля Германии — 24 %, Италии — 13 %.
Начиная с 1995 года, Европейское космическое агентство израсходовало около 1,9 миллиардов долларов на проектирование и создание первого грузового корабля и наземного оборудования для слежения и управления АГК. Стоимость АГК составляет порядка 304 млн долларов, а полные затраты на полёт одного грузовика составляют около 532 млн долларов.

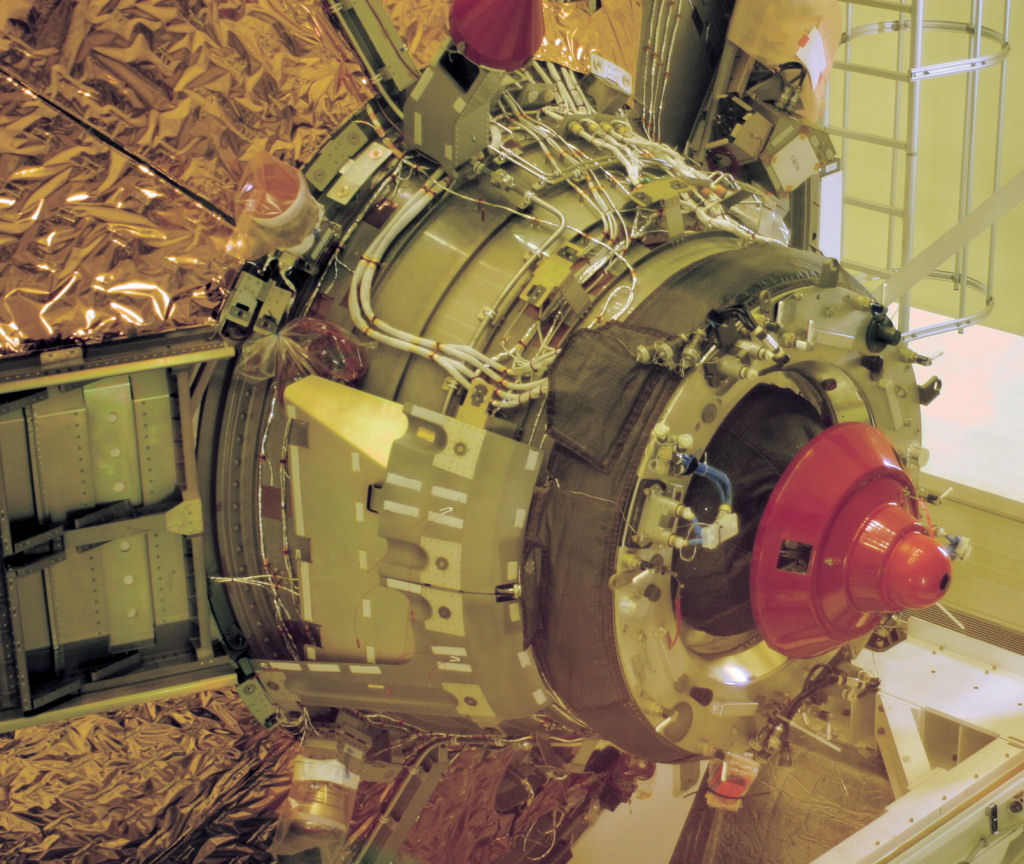
Стыковочный узел ССВП транспортного корабля «Жюль Верн».

С середины 2004 года первый АТК проходил комплексное тестирование в европейском технологическом центре в нидерландском городе Нордвейк. Тестирование проводилось в условиях, приближённых к условиям космического пространства. Всё электронное оборудование испытывалось в условиях электромагнитных помех. Корабль испытывался на вибрационном стенде, где имитировались: вибрация, возникающая при старте ракеты-носителя, механические воздействия, возникающие при отстреле ступеней ракеты-носителя и защитного обтекателя, а также влияние возможных порывов ветра во время старта и сотрясений, возникающих при маневрировании корабля на орбите. Корабль был подвергнут также акустическим тестам, в которых имитировался рёв работающих ракетных двигателей при старте, звуковое давление которого составляет 140 дБ.
Европейский грузовой корабль способен доставить на МКС до 8,9 тонн топлива, воды, кислорода, азота и других материалов; такая масса была доставлена вторым кораблем. Это приблизительно в 3 раза больше, чем доставляет на станцию российский грузовой корабль «Прогресс», который в настоящее время каждые 4 месяца отправляется к МКС.
Наряду с включённым в 2008 году в состав МКС европейским исследовательским модулем «Коламбус», европейский грузовой корабль является одним из основных вкладов Европы в проект МКС.
19 февраля 2009 года ЕКА официально объявило название второго корабля. Он был назван в честь немецкого астронома, открывшего закон движения планет, Иоганна Кеплера.
Третий корабль, названный «Эдоардо Амальди» (в честь итальянского физика Э. Амальди), был запущен 23 марта 2012 года с космодрома Куру. Запуск первоначально был запланирован на вторую половину 2011 года, затем перенесён на февраль 2012 года.
Четвёртый корабль, названный «Альберт Эйнштейн» (в честь создателя теории относительности А. Эйнштейна), запущен 6 июня 2013 года. Стыковка с МКС состоялась 15 июня 2013.
Пятый корабль, «Жорж Леметр», получил имя Жоржа Леметра, запущен 29 июля 2014 года. Стыковка с модулем «Звезда» состоялась 12 августа 2014 года, расстыковка — 14 февраля 2015 года.

## Основные технические характеристики
Размеры:
- Длина: 10,77 м
- Внешний диаметр: 4,48 м
- Внутренний диаметр: 3,94 м
- Герметичный объём: 45 м³

Масса:
- Масса при запуске: 19 357 кг
- Масса топлива в двигательной установке: до 5753 кг
- Масса грузов, удаляемых с МКС: до 6500 кг
- Масса доставляемых грузов: до 7670 кг
  - воздух: до 100 кг
  - вода: до 855 кг
  - продукты, одежда, запасные части: до 5500 кг
  - топливо для коррекции орбиты МКС и для модуля «Звезда»: до 4770 кг (из них для модуля «Звезда»: 860 кг)

Корабль оборудован российской cистемой автоматической стыковки, которую Россия предоставила в обмен на систему управления данными, разработанную для модуля МКС «Звезда».
Размеры грузовика сопоставимы с размерами автобуса. Корабль разделён на 2 части: герметичную, предназначенную для размещения материалов и оборудования, и негерметичную, где расположены системы контроля и управления, сферические ёмкости для воды, газов и ракетного топлива.
Внутренний герметизированный объём грузовика составляет 45 м³. Грузы в герметичном отсеке корабля располагаются в стандартных стойках. Грузы из корабля в МКС и отработанные материалы и мусор из МКС в корабль переносятся космонавтами вручную. В задней части корабля находится сервисный блок, к которому прикреплены панели солнечных батарей. Солнечные батареи раскрываются в виде буквы Х. Размах солнечных батарей — 22,28 метра, мощность — 4 кВт. В сервисном блоке расположены системы управления кораблём.
В кормовой части корабля установлены 4 двигателя. Два из них обеспечивают маневрирование корабля во время стыковки с МКС, а работая одновременно, все 4 двигателя используются для подъёма орбиты станции. Кроме того, на корабле имеется 28 двигателей для коррекции орбиты. Оборудование корабля потребляет 900 ватт в активном режиме полёта или 400 ватт в пассивном режиме.
АГК запускается в космос европейской ракетой-носителем «Ариан-5» с космодрома Куру во Французской Гвиане.
Автоматический грузовой космический корабль пристыковывается к кормовому порту служебного модуля «Звезда» и остаётся в составе МКС до 190 дней. После выполнения своей миссии АГК осуществляет контролируемый сход с орбиты и сгорает над заданным районом Тихого океана.
Управление кораблём осуществляется командой из 60 человек из центра, расположенного в Тулузе (Франция).
В общей сложности осуществлен запуск 5 европейских грузовых кораблей — в 2008, 2011, 2012, 2013 и 2014 году.

## Миссии
| Номер   | Название           | Дата запуска    | Стыковка        | Расстыковка      | Ссылки               |
| ------- | ------------------ | --------------- | --------------- | ---------------- | -------------------- |
| ATV-001 | «Жюль Верн»        | 9 марта 2008    | 3 апреля 2008   | 29 сентября 2008 | [ 11 ] [ 12 ]        |
| ATV-002 | «Иоганн Кеплер»    | 16 февраля 2011 | 24 февраля 2011 | 20 июня 2011     | [ 11 ] [ 12 ] [ 13 ] |
| ATV-003 | «Эдоардо Амальди»  | 23 марта 2012   | 29 марта 2012   | 4 октября 2012   | [ 14 ] [ 15 ]        |
| ATV-004 | «Альберт Эйнштейн» | 6 июня 2013     | 15 июня 2013    | 28 октября 2013  | [ 16 ] [ 17 ]        |
| ATV-005 | «Жорж Леметр»      | 29 июля 2014    | 12 августа 2014 | 14 февраля 2015  | [ 18 ] [ 19 ] [ 20 ] |

Обзор миссий
| Миссия                 | Масса нагрузки, кг | Топливо для МКС, кг | Вода, кг | Газ, кг | Сухие грузы, кг | Поздняя загрузка, кг | Дней в космосе | Коррекций орбиты | Ссылки |
| ---------------------- | ------------------ | ------------------- | -------- | ------- | --------------- | -------------------- | -------------- | ---------------- | ------ |
| ATV «Жюль Верн»        | 4575               | 3235                | 285      | 20      | 1150            | 123                  | 205            | 6                | [ 21 ] |
| ATV «Иоганн Кеплер»    | 7100               | 5605                | 0        | 100     | 1605            | 435                  | 126            | 5                | [ 21 ] |
| ATV «Эдоардо Амальди»  | 6595               | 4206                | 285      | 100     | 2200            | 592                  | 196            | 9                | [ 21 ] |
| ATV «Альберт Эйнштейн» | 6590               | 3440                | 570      | 100     | 2489            | 1109                 | 151            | 6                | [ 21 ] |
| ATV «Жорж Леметр»      | 6616               | 2978                | 843      | 100     | 2695            | 124                  | 129            | 7                | [ 22 ] |

### «Жюль Верн»

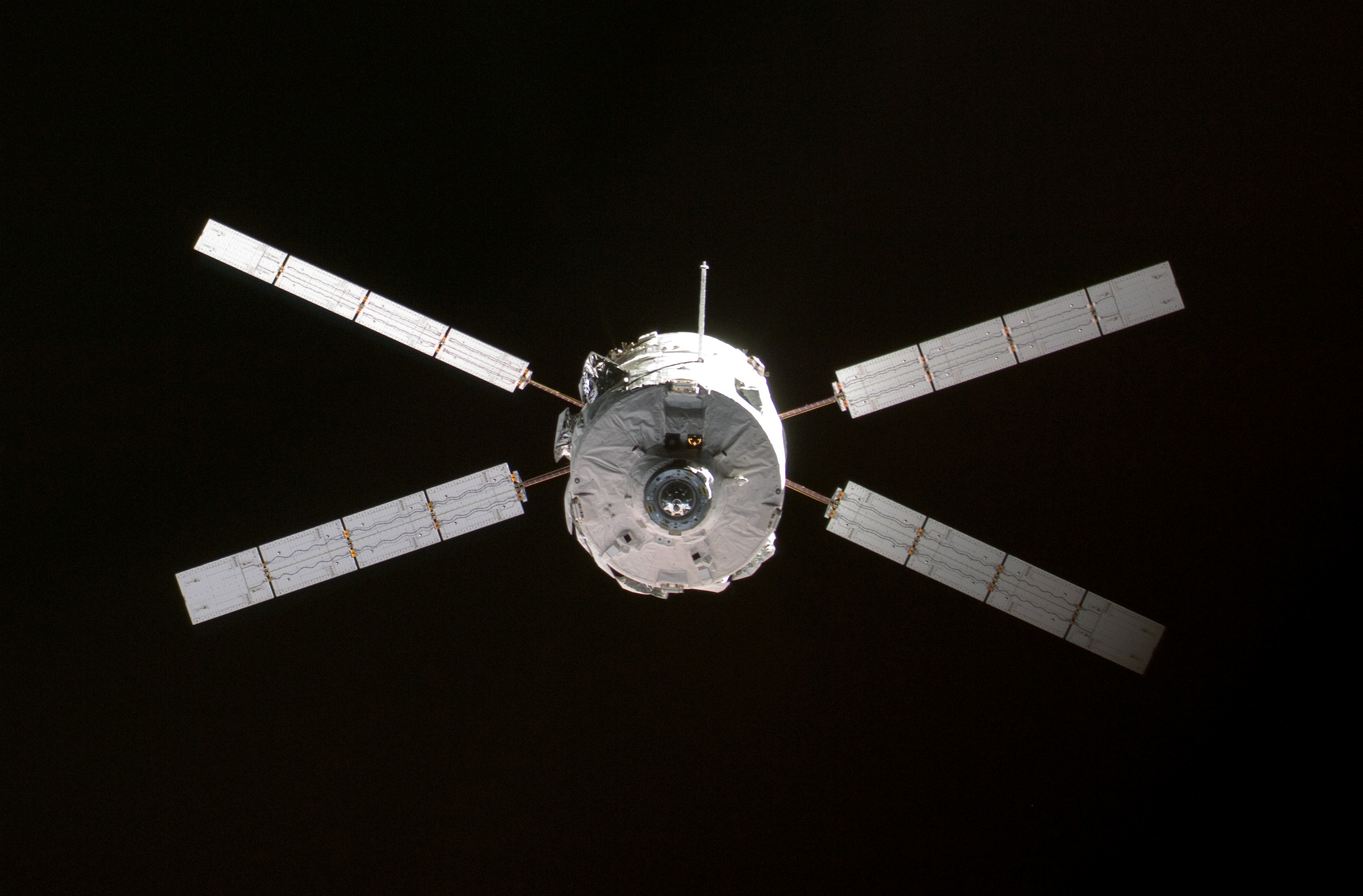
«Жюль Верн». Снято с МКС.

Название первого корабля — «Жюль Верн» — было дано в честь первого писателя научной фантастики Жюля Верна. В середине июля 2007 года корабль «Жюль Верн» был отправлен морем из Роттердама во Французскую Гвиану. 31 июля корабль прибыл во Французскую Гвиану и был перевезён на космодром Куру. Старт АТК откладывался несколько раз и состоялся 9 марта 2008 года в 4:03 UTC. Аппарат был запущен с помощью РН «Ариан-5».
3 апреля в 13 часов 33 минуты на расстоянии 250 метров от станции управление сближением было переключено от навигационной системы GPS на лазерную систему. В 14 часов 15 минут «Жюль Верн» был на расстоянии 19 метров от станции и оставался в этом положении в течение двадцати минут. В 14 часов 38 минут «Жюль Верн» приблизился к станции на расстояние 11 метров. В это время начался заключительный этап стыковки. Стыковка была осуществлена 3 апреля в 14:45 UTC в полностью автоматическом режиме.
Первый полёт европейского грузовика являлся испытательным, поэтому он доставил на МКС только 5 тонн полезных грузов. Люк в грузовой корабль «Жюль Верн» был открыт 4 апреля в 10 часов 15 минут.
6 сентября 2008 в 01:30 МСК ATV отстыковался от российского сегмента МКС в автоматическом режиме. 29 сентября 2008 после серии манёвров около 17:30 МСК корабль вошёл в плотные слои атмосферы и разрушился, а через 12 минут оставшиеся обломки затонули в несудоходном районе Тихого океана в нескольких тысячах километров восточнее Новой Зеландии.

### «Иоганн Кеплер»
«Иоганн Кеплер», второй грузовой корабль, назван в честь немецкого астронома Иоганна Кеплера. Он отправился на орбиту 17 февраля (16 февраля по UTC) 2011 года.
Корабль был запущен на ракете-носителе «Ариан-5ES» из Гвианского космического центра на Куру 17 февраля 2011 года, в рамках миссии к Международной космической станции (МКС) с грузом из воды, воздуха, топлива и другим. Запуск был произведён на сутки позже из-за программного сбоя.
24 февраля в 15:59 UTC корабль пристыковался к кормовому стыковочному узлу модуля «Звезда». Стыковка шла автоматически под контролем космонавта Александра Калери на борту МКС и ЦУПов в России (г. Королёв) и Европе (г. Тулуза).

### «Эдоардо Амальди»
«Эдоардо Амальди», третий грузовой корабль, был назван в честь итальянского физика Эдоардо Амальди. Он отправился на орбиту 23 марта в 08:34 МСК 2012 года.
Корабль был запущен на ракете-носителе «Ариан-5ES» из Гвианского космического центра на Куру в рамках миссии доставки воды, топлива и сухих грузов к МКС. Стыковка с российским служебным модулем «Звезда» была осуществлена в автоматическом режиме ночью 29 марта в 02:31 МСК. Из-за проблем с системой управления корабль отстыковался от МКС только со второй попытки.

### «Альберт Эйнштейн»
«Альберт Эйнштейн» — четвёртый грузовой корабль, названный в честь немецкого физика Альберта Эйнштейна. ATV-4 был запущен 5 июня 2013 года в 21:52:11 UTC (6 июня, 01:52:11 МСК) с помощью ракеты-носителя тяжёлого класса «Ариан-5ES» из Гвианского космического центра на Куру. Стыковка с российским служебным модулем «Звезда» была осуществлена 15 июня 2013. Из-за возможности загрязнения грузовика плесенью и бактериями, открытие люков после стыковки было отложено. В результате было принято решение взять пробы воздуха и после провести очистку занявшую 5 часов. 28 октября «Альберт Эйнштейн» успешно отстыковался от станции, а 2 ноября был осуществлен его полностью контролируемый спуск в атмосфере с разрушением. Установлен рекорд по удалению из космоса мусора массой в 2 тонны. Кроме того, ATV-4 установил ещё один рекорд, став самым тяжелым космическим кораблем (20 тонн 218 килограммов), когда-либо выведенным на орбиту ракетой-носителем «Ариан».

## Перспективы
В 2014 году ЕКА запустило к станции последний, пятый, ATV. После прекращения программы ATV полезные грузы на МКС доставляются российскими грузовыми кораблями «Прогресс», японскими грузовыми кораблями HTV, а также по контракту с НАСА частными американскими грузовыми кораблями: Dragon (разработчик — компания SpaceX) и «Сигнус» (Cygnus, разработчик — Orbital Sciences Corporation).
Герметичный отсек частного грузового корабля «Сигнус» создан, с использовании наработок ATV, итальянской компанией Thales Alenia Space.
В новом корабле НАСА «Орион» будет использоваться модернизированная версия ATV в виде сервисного модуля (Orion Service Module). К восьми двигателям ATV суммарной тягой 490 ньютонов будет добавлен главный двигатель тягой 26 кН, модернизированный двигатель системы орбитального маневрирования шаттла. Кроме того, будет увеличена эффективность солнечных батарей — с 17 % до 30 %. Эти модули является взносом ЕКА в операции на МКС на период 2017—2020 годы.
Ранее рассматривались варианты преобразования корабля в возвращаемый на Землю: проекты PARES (англ. PAyload REtrieval System) и CARV (англ. Cargo Ascent and Return Vehicle), в дальнейшем в пилотируемый вариант — программа Crew Return Vehicle (CRV), а также использование в качестве космических буксиров — для ремонта и возврата вышедших из строя космических аппаратов.

## Сравнение с аналогичными проектами
| Сравнение характеристик беспилотных грузовых космических кораблей | Сравнение характеристик беспилотных грузовых космических кораблей                                                                          | Сравнение характеристик беспилотных грузовых космических кораблей | Сравнение характеристик беспилотных грузовых космических кораблей | Сравнение характеристик беспилотных грузовых космических кораблей                                                                       |
| Название                                                          | ТКС | ATV                                                               | HTV                                                               | Dragon |
| Разработчик                                                       | ОКБ-52 | ЕКА                                                               | JAXA                                                              | SpaceX |
| ----------------------------------------------------------------- | --- | ----------------------------------------------------------------- | ----------------------------------------------------------------- | --- |
| Внешний вид                                                       | |                                                                   |                                                                   | |
| Первый полёт                                                      | 15 декабря 1976 | 9 марта 2008                                                      | 10 сентября 2009                                                  | 8 декабря 2010 |
| Последний полёт                                                   | 27 сентября 1985 | 29 июля 2014                                                      | 20 мая 2020                                                       | 7 марта 2020 |
| Всего полётов (неудачных)                                         | 8 | 5                                                                 | 9                                                                 | 22 (1 из-за ракеты-носителя) |
| Габариты                                                          | 13,2 м длина 4,1 м ширина 49,88 м³ объём                                                                                                   | 10,7 м длина 4,5 м ширина 48 м³ объём                             | 10 м длина 4,4 м ширина 14 м³ объём (герметичный)                 | 7,2 м длина 3,66 м ширина 11 м³ объём (герметичный), 14—34 м³ объём (не герметичный)                                                    |
| Многоразовость                                                    | да, частичная | нет                                                               | нет                                                               | да, частичная |
| Масса, кг                                                         | 21 620 кг (стартовая) | 20 700 кг (стартовая)                                             | 10 500 кг (сухая) 16 500 кг (стартовая)                           | 4200 кг (сухая) 7100 кг (стартовая) |
| Полезная нагрузка, кг                                             | 5200 кг | 7670 кг                                                           | 6200 кг                                                           | 3310 кг |
| Возвращение груза, кг                                             | 500 кг | утилизация / до 6500 кг                                           | утилизация                                                        | до 2500 кг |
| Время полёта в составе ОС                                         | до 90 суток | до 190 суток                                                      | до 30 суток                                                       | — |
| Время полёта до стыковки                                          | до 4 суток | —                                                                 | до 4,5 суток                                                      | — |
| Ракета-носитель                                                   | Протон-K | Ариан-5 ES                                                        | H-IIB                                                             | Falcon 9 |
| Описание                                                          | В виде автоматического грузового корабля стыковался к орбитальным станциям «Салют». Первоначально разрабатывался как пилотируемый корабль. | Использовался для снабжения МКС, корректировки орбиты МКС.        | Использовался для снабжения МКС.                                  | Частный частично многоразовый космический корабль, в рамках программы COTS, предназначенный для доставки и возвращения полезного груза. |